# Борко Суруджич
Борко Суруджич (серб. Борко Суруџић / Borko Surudžić; нар. 17 квітня 1980, Белград, Соціалістична Федеративна Республіка Югославія) — сербський футболіст і футзаліст, гравець хорватського клубу «Національ». Виступав за національну збірну Сербії з футзалу.

## Клубна кар'єра
Починав свою кар'єру у футболі у клубі «Бежанія», де виступав з дитячих років. У 2004 році перейшов з футболу у футзал у команду «Коньярнік». Першим футзальним тренером Суруджича став наставник цієї команди Зоран Жигіч. У своєму дебютному сезоні в новому виді спорту нападник себе вдало проявив і виграв з командою бронзові нагороди національної першості, а також потрапив до списку найкращих гравців Сербії.
В листопаді 2005 року «Коньярнік» виступав у Кубку володарів кубків, де на груповому етапі зустрівся з італійським «Неппі» і португальською «Боавіштою». «Коньярнік» посів третє місце у групі, а у грі за 5-те місце переміг грецький «Платон» і посів підсумкове 5-те місце. Суруджич забив у турнірі 3 голи і був визнаний найкращим гравцем у складі свого клубу в одному з матчів. Представники італійського і португальського клубів проявили зацікавленість у його послугах.
Після цього відправився на перегляд у київський «Інтеркас» і львівську «Енергія» (Львів), з якою і уклав контракт. Суруджич став першим легіонером з далекого зарубіжжя в українському футзалі. За львів'ян провів у чемпіонаті 7 ігор, в яких забив 2 голи і віддав 3 результативні передачі. У Кубку України провів дві півфінальні зустрічі, а у фінальній грі на майданчик не виходив, проте вдало виконав удар у серії післяматчевих пенальті. Однак, у підсумку, «Енергія» програла серію пенальті донецькому «Шахтарю». Після завершення сезону Суруджич не повернувся з відпустки у визначений час і поїхав на батьківщину, де два сезони успішно виступав за «Марбо».
5 грудня 2006 року у складі «Марбо» дебютував у Кубку УЄФА у матчі проти «Шарлеруа-21» (2:2), а в третій грі забив свій дебютний гол у турнірі «Аразу». За два сезони у «Марбо» виграв два чемпіонські титули і двічі доходив з командою до Елітного раунду Кубка УЄФА.
У серпні 2008 року перейшов в московську «Діну». Російська команда проводила збори у Сербії і під час спарингу з «Марбо» тренерський штаб звернув увагу на Суруджича. Керівництво клубу вирішило посилити конкуренцію серед легіонерів і провело трансфер. Дебютний сезон в Росії для Суруджича склався вдало і він став одним з найкращих бомбардирів клубу. Всього в сезоні 2008/09 нападник зіграв 47 ігор і забив 20 голів (37/16 в чемпіонаті, 3/0 в Кубку, 7/4 в товариських іграх).
Літом 2009 року Суруджич одружився на батьківщині зі своєю партнеркою Адріаною.
Все перше коло сезону 2009/10 серб пропустив через травму. 15 жовтня 2009 року зіграв у матчі за дубль «Діни» проти дублюючого складу ЦСКА і забив гол. Поступово гравець відновився після травми і почав з'являтися на майданчику за основу, але 19 березня 2010 року відбулися збори основної команди, на яких президент клубу Сергій Козлов оголосив, що Суруджич і ще четверо виконавців надалі не будуть виступати за «Діну». У нападника був діючий контракт з клубом, але його виставили на трансфер і він перейшов в сербську «Колубару».
Після двох сезонів в «Колубарі» перейшов у стан сербського гранда «Економаца», у складі якого за два сезони виграв два «золоті» дублі. У сезоні 2013/14 допоміг клубу дійти до Елітного раунду Кубку УЄФА, провівши усі 6 ігор (3 голи+5 гольових передач).
З 1 жовтня 2014 року виступає за хорватський «Національ». У сезоні 2015/16 провів у Кубку УЄФА 6 ігор, забив 3 голи і віддав 5 гольових передач.
За свою кар'єру провів у Кубку УЄФА 20 матчів і забив в них 8 голів.

## Виступи за збірні

### Студентська збірна Сербії та Чорногорії
У 2004 році виступав за збірну Сербії та Чорногорії на студентському чемпіонаті світу, що проходив у Іспанії. Збірна посіла підсумкове 9-те місце, а нападник з 12-ма голами став її найкращим бомбардиром.

### Національна збірна Сербії
Дебютував за збірну Сербії 20 червня 2007 року у матчі проти збірної Польщі, відзначивши цю подію забитим м'ячем.
Літом 2008 року виступав за збірну на турнірі Гран-прі, де провів усі шість матчів, відзначившись трьома забитими голами. Сербія на турнірі посіла підсумкове п'яте місце.
У 2009 році виступав за збірну у відбіркових матчах до Євро-2010, зігравши у двох зустрічах із трьох. Забив один гол, який допоміг Сербії перемогти Македонію, але на чемпіонат Європи не поїхав.
Брав участь у відбіркових матчах до Євро-2014, де у трьох іграх відзначився однією гольовою передачею і заробив жовту картку, але у заявку на саму першість знову не потрапив.
У жовтні 2013 року разом зі збірною виступав на турнірі Гран-прі, де й провів свої останні чотири матчі за головну команду країни (забив один гол).

## Нагороди і досягнення

### Командні
«Коньярнік»
 Бронзовий призер чемпіонату Сербії: 2004/05
 «Енергія» (Львів)
 Срібний призер чемпіонату України: 2005/06
- Фіналіст Кубка України: 2005/06

 «Марбо»
 Чемпіон Сербії (2): 2006/07, 2007/08
 «Економац»
 Чемпіон Сербії (2): 2012/13, 2013/14
- Володар Кубка Сербії (2): 2012/13[24], 2013/14

 «Національ»
 Чемпіон Хорватії: 2014/15
- Володар Кубка Хорватії: 2014/15

### Особисті
- У списку 20 найкращих гравців Сербії та Чорногорії: 2004/05
- Найкорисніший гравець на турнірі «Приполярна весна»: 2009[25]

### Клубна кар'єра
У футзалі
| Клуб            | Сезон   | Ліга | Ліга | Кубок | Кубок | Єврокубки | Єврокубки | Всього | Всього |
| Клуб            | Сезон   | Ігри | Голи | Ігри  | Голи  | Ігри      | Голи      | Ігри   | Голи   |
| --------------- | ------- | ---- | ---- | ----- | ----- | --------- | --------- | ------ | ------ |
| Коньярнік       | 2004-05 | 26   | 14   | -     | -     | 3         | 3         | 29     | 17     |
| Коньярнік       | Всього  | 26   | 14   | 0     | 0     | 3         | 3         | 29     | 17     |
| Енергія (Львів) | 2005-06 | 7    | 2    | 3     | 0     | -         | -         | 10     | 2      |
| Енергія (Львів) | Всього  | 7    | 2    | 3     | 0     | 0         | 0         | 10     | 2      |
| Марбо           | 2006-07 | ?    | ?    | ?     | ?     | 3         | 1         | ?      | ?      |
| Марбо           | 2007-08 | ?    | ?    | ?     | ?     | 5         | 1         | ?      | ?      |
| Марбо           | Всього  | ?    | ?    | ?     | ?     | 8         | 2         | ?      | ?      |
| Діна            | 2008-09 | 37   | 16   | 3     | 0     | -         | -         | 40     | 16     |
| Діна            | 2009-10 | 5    | 2    | 0     | 0     | -         | -         | 5      | 2      |
| Діна            | Всього  | 42   | 18   | 3     | 0     | 0         | 0         | 45     | 18     |
| → Діна-Д        | 2009-10 | 1    | 1    | -     | -     | -         | -         | 1      | 1      |
| → Діна-Д        | Всього  | 1    | 1    | 0     | 0     | 0         | 0         | 1      | 1      |
| Колубара        | 2010-11 | ?    | ?    | ?     | ?     | -         | -         | ?      | ?      |
| Колубара        | 2011-12 | ?    | ?    | ?     | ?     | -         | -         | ?      | ?      |
| Колубара        | Всього  | ?    | ?    | ?     | ?     | 0         | 0         | ?      | ?      |
| → Національ     | 2011-12 | 2    | 0    | 0     | 0     | -         | -         | 2      | 0      |
| → Національ     | Всього  | 2    | 0    | 0     | 0     | 0         | 0         | 2      | 0      |
| Економац        | 2012-13 | ?    | 7    | ?     | ?     | 0         | 0         | ?      | ?      |
| Економац        | 2013-14 | ?    | 9    | ?     | ?     | 6         | 3         | ?      | ?      |
| Економац        | Всього  | ?    | 16   | ?     | ?     | 6         | 3         | ?      | ?      |
| Національ       | 2014-15 | 25   | 16   | 5     | 3     | -         | -         | 30     | 19     |
| Національ       | 2015-16 | 15   | 7    | 2     | 0     | 6         | 3         | 23     | 10     |
| Національ       | Всього  | 40   | 23   | 7     | 3     | 6         | 3         | 53     | 29     |

#### Матчі за збірну
| 01. | 20-06-2007 | Сербія   | СЦ Шуміце, Белград                                      | Польща             | 5-1 | Товариський матч    | 1 |       |
| 02. | 25-09-2007 | Італія   | Палац спорту, Сан-Лаццаро-ді-Савена                     | Італія             | 3-5 | Товариський матч    | 0 |       |
| 03. | 26-09-2007 | Італія   | Палац спорту, Сан-Лаццаро-ді-Савена                     | Італія             | 1-2 | Товариський матч    | 0 |       |
| 04. | 12-12-2007 | Сербія   | Центр Мілленіум, Вршац                                  | Румунія            | 4-3 | Товариський матч    | 0 |       |
| 05. | 13-12-2007 | Румунія  | Спортивний зал, Решица                                  | Румунія            | 6-3 | Товариський матч    | 0 |       |
| 06. | 09-02-2008 | Болгарія | Орловец, Габрово                                        | Болгарія           | 8-0 | Турнір Габрово-2008 | 2 |       |
| 07. | 14-03-2008 | Бразилія | Муніципальний спортивний зал Танкреду Невіс, Уберландія | Бразилія           | 1-8 | Товариський матч    | 0 |       |
| 08. | 16-03-2008 | Бразилія | Муніципальний спортивний зал Танкреду Невіс, Уберландія | Бразилія           | 3-7 | Товариський матч    | 0 |       |
| 09. | 31-05-2008 | Бразилія | Жіназіу Пауло Сарасате, Форталеза                       | Аргентина          | 2-3 | Гран-прі            | 0 |       |
| 10. | 01-06-2008 | Бразилія | Поліеспортіво УНІФОР, Форталеза                         | Венесуела          | 4-1 | Гран-прі            | 2 |       |
| 11. | 02-06-2008 | Бразилія | Поліеспортіво УНІФОР, Форталеза                         | Єгипет             | 6-1 | Гран-прі            | 0 |       |
| 12. | 04-06-2008 | Бразилія | Жіназіу Пауло Сарасате, Форталеза                       | Бразилія           | 2-4 | Гран-прі            | 1 |       |
| 13. | 05-06-2008 | Бразилія | Жіназіу Пауло Сарасате, Форталеза                       | Чехія              | 3-2 | Гран-прі            | 0 |       |
| 14. | 07-06-2008 | Бразилія | Жіназіу Пауло Сарасате, Форталеза                       | Колумбія           | 4-2 | Гран-прі            | 0 |       |
|     | 27-12-2008 | Сербія   | Спортивний зал, Вране                                   | Пчиньскій округ    | 8-3 | Товариський матч    | 0 |       |
| 15. | 14-03-2009 | Сербія   | СЦ Вождовац, Белград                                    | Чорногорія         | 8-1 | Товариський матч    | 1 |       |
| 16. | 15-03-2009 | Сербія   | СЦ Вождовац, Белград                                    | Чорногорія         | 5-0 | Товариський матч    | 0 |       |
| 17. | 19-03-2009 | Бельгія  | Лотто Арена, Антверпен                                  | Греція             | 5-2 | Відбір до Євро-2010 | 0 |       |
| 18. | 20-03-2009 | Бельгія  | Лотто Арена, Антверпен                                  | Північна Македонія | 3-2 | Відбір до Євро-2010 | 1 |       |
| 19. | 15-06-2009 | Сербія   | Спортивний зал «Езеро», Крагуєваць                      | Італія             | 1-1 | Товариський матч    | 0 |       |
| 20. | 16-06-2009 | Сербія   | Спорткомплекс «Колубара», Лазаревац                     | Італія             | 1-3 | Товариський матч    | 0 |       |
| 21. | 27-03-2013 | Сербія   | Кришталевий зал, Зренянін                               | Польща             | 2-0 | Відбір до Євро-2014 | 0 | 6:08' |
| 22. | 28-03-2013 | Сербія   | Кришталевий зал, Зренянін                               | Греція             | 5-0 | Відбір до Євро-2014 | 0 |       |
| 23. | 30-03-2013 | Сербія   | Кришталевий зал, Зренянін                               | Португалія         | 1-2 | Відбір до Євро-2014 | 0 |       |
| 24. | 22-10-2013 | Бразилія | Жіназіу Чіко Нето, Маринга                              | Парагвай           | 1-2 | Гран-прі            | 0 |       |
| 25. | 23-10-2013 | Бразилія | Жіназіу Чіко Нето, Маринга                              | Гватемала          | 4-7 | Гран-прі            | 0 |       |
| 26. | 24-10-2013 | Бразилія | Жіназіу Чіко Нето, Маринга                              | Росія              | 3-4 | Гран-прі            | 1 |       |
| 27. | 25-10-2013 | Бразилія | Жіназіу Чіко Нето, Маринга                              | Японія             | 7-4 | Гран-прі            | 0 |       |

Примітка. У списку вказані не всі матчі, оскільки відсутні повні дані.

### Відеофрагменти
- Голи і гольові передачі Борко Суруджича у сезоні 2012/13 у складі «Економаца» на YouTube